# Allocosa bersabae
Allocosa bersabae là một loài nhện trong họ wolfspinnen (Lycosidae).
Loài này thuộc chi Allocosa. Allocosa bersabae được Carl Friedrich Roewer miêu tả năm 1959.